# Selección de fútbol B de Irlanda del Norte
La Selección de fútbol B de Irlanda del Norte es el segundo equipo que representa a Irlanda del Norte, funcionan como intermediario entre la sub-21 y la selección absoluta; y es controlado por la Asociación Irlandesa de Fútbol.

## Historia
El equipo 'B' de Irlanda del Norte hizo su primera aparición en 1957, jugando contra Rumania 'B', que no se consideró digno de un internacional 'completo' (nota: Rumanía se conocía comúnmente como Rumania en el idioma inglés hasta la década de 1980). La ocasión del 23 de octubre de 1957 marcó el primer uso de los reflectores de Windsor Park para un accesorio internacional. Un partido de un solo lado terminó 6-0 con un hat-trick de Derek Dougan y más goles de Sammy McCrory, Sammy Chapman y Jackie Scott.
El partido contra Rumania fue seguido con dos partidos contra Francia B en 1959 y 1960 antes de que los partidos internacionales sub-23 se volvieran de rigor en la década de 1960. El formato 'B' resurgió en la década de 1990 cuando las selecciones nacionales se centraron en los partidos sub-21 en lugar de sub-23 y, por lo tanto, se requería un "trampolín" desde el sub-21 al "completo".
El partido más reciente de Irlanda del Norte en el nivel 'B' fue contra Escocia B en mayo de 2009.
| Fecha                   | Adversario   | Resultado | Estadio                         | Goles                                                        |
| 23 de octubre de 1957   | Rumania B    | 6-0       | Windsor Park, Belfast           | Sammy McCrory, Sammy Chapman, Derek Dougan (3), Jackie Scott |
| 11 de noviembre de 1959 | Francia B    | 1-1       | Windsor Park, Belfast           | Hugh Barr                                                    |
| 16 de marzo de 1960     | Francia B    | 0-5       | Stade du Coteau, Annecy         |                                                              |
| 10 de mayo de 1994      | Inglaterra B | 2-4       | Hillsborough Stadium, Sheffield | George O'Boyle y James Quinn                                 |
| 21 de febrero de 1995   | Escocia B    | 0-3       | Easter Road, Edimburgo          |                                                              |
| 26 de marzo de 1996     | Noruega      | 3-0       | The Showgrounds, Coleraine      | Darren Patterson, James Quinn y Phil Mulryne                 |
| 28 de marzo de 1997     | Portugal     | 2-0       | Mourneview Park, Lurgan         | Danny Sonner y Steve Robinson                                |
| 11 de febrero de 1998   | Irlanda B    | 1-0       | Tolka Park, Dublin              | George O'Boyle                                               |
| 9 de febrero de 1999    | Gales B      | 0-1       | Racecourse Ground, Wrexham      |                                                              |
| 20 de mayo de 2003      | Escocia B    | 1-2       | Firhill Stadium, Glasgow        | Steve Jones                                                  |
| 6 de mayo de 2009       | Escocia B    | 0-3       | Broadwood Stadium, Cumbernauld  |                                                              |

## Jugadores

### Plantilla actual
contra  Escocia B, 6 de mayo de 2009
| Pos.                                     | Nombre           | Club               |
| Portero                                  | Trevor Carson    | Sunderland         |
| Portero                                  | Jonathan Tuffey  | Partick Thistle    |
| Defensa                                  | Chris Casement   | Wycombe Wanderers  |
| Defensa                                  | Craig Cathcart*  | Manchester United  |
| Defensa                                  | Adam Chapman     | Oxford United      |
| Defensa                                  | Shane Duffy      | Everton            |
| Defensa                                  | Scott Gibb       | Stirling Albion    |
| Defensa                                  | Jeff Hughes*     | Bristol Rovers     |
| Defensa                                  | Daniel Lafferty  | Celtic             |
| Defensa                                  | Rory McArdle     | Rochdale           |
| Defensa                                  | Ryan McGivern    | Manchester City    |
| Defensa                                  | Robbie Weir      | Sunderland         |
| Centrocampista                           | Martin Donnelly* | Crusaders          |
| Centrocampista                           | Corry Evans      | Manchester United  |
| Centrocampista                           | Shane Ferguson   | Newcastle          |
| Centrocampista                           | Robert Garrett   | Linfield           |
| Centrocampista                           | Pat McCourt      | Celtic             |
| Centrocampista                           | Niall McGinn     | Celtic             |
| Centrocampista                           | Oliver Norwood   | Manchester United  |
| Centrocampista                           | Michael O'Connor | Crewe Alexandra    |
| Delantero                                | Curtis Allen*    | Lisburn Distillery |
| Delantero                                | James Lawrie     | Port Vale          |
| Delantero                                | Andrew Little    | Rangers            |
| Delantero                                | Josh McQuold     | Bournemouth        |
| Delantero                                | Dean Shiels*     | Doncaster Rovers   |
| Delantero                                | Jamie Ward*      | Sheffield United   |
| *= El jugador se retiró del equipo final |                  |                    |

## Entrenadores
| DT                | Años    | PJ | PG | PE | PP |
| Peter Doherty     | 1957-59 | 2  | 1  | 1  | 0  |
| Len Graham        | 1960    | 1  | 0  | 0  | 1  |
| Bryan Hamilton    | 1994-97 | 4  | 2  | 0  | 2  |
| Roy Millar        | 1998    | 1  | 1  | 0  | 0  |
| Lawrie McMenemy   | 1999    | 1  | 0  | 0  | 1  |
| Sammy McIlroy     | 2003    | 1  | 0  | 0  | 1  |
| Nigel Worthington | 2009    | 1  | 0  | 0  | 1  |